# Oltar domovine

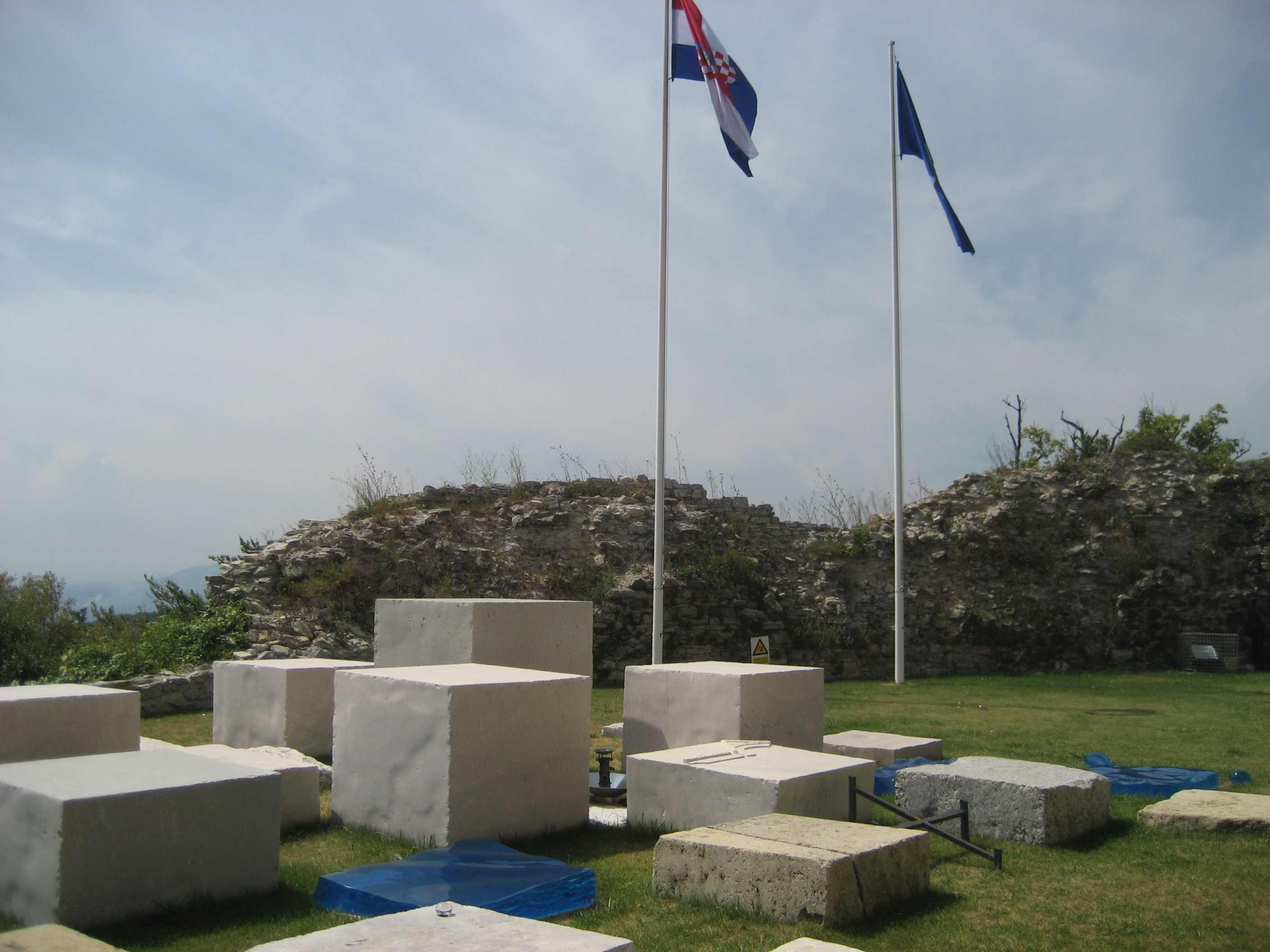
Oltar domovine, der Altar des Vaterlandes (2007).

Oltar hrvatske Domovine (kroatisch für „Altar des kroatischen Vaterlandes“) ist eine 1994 eingeweihte nationale Gedenkstätte der Republik Kroatien. Sie ist den Gefallenen des Kroatien- und Bosnienkrieges von 1991 bis 1995 gewidmet.
Dieses Werk des Bildhauers Kuzma Kovačić (* 1952 in Hvar) befindet sich vor dem südlichen Wall der Burg Medvedgrad auf dem Medvednica-Gebirge nahe der kroatischen Hauptstadt Zagreb.

## Beschreibung

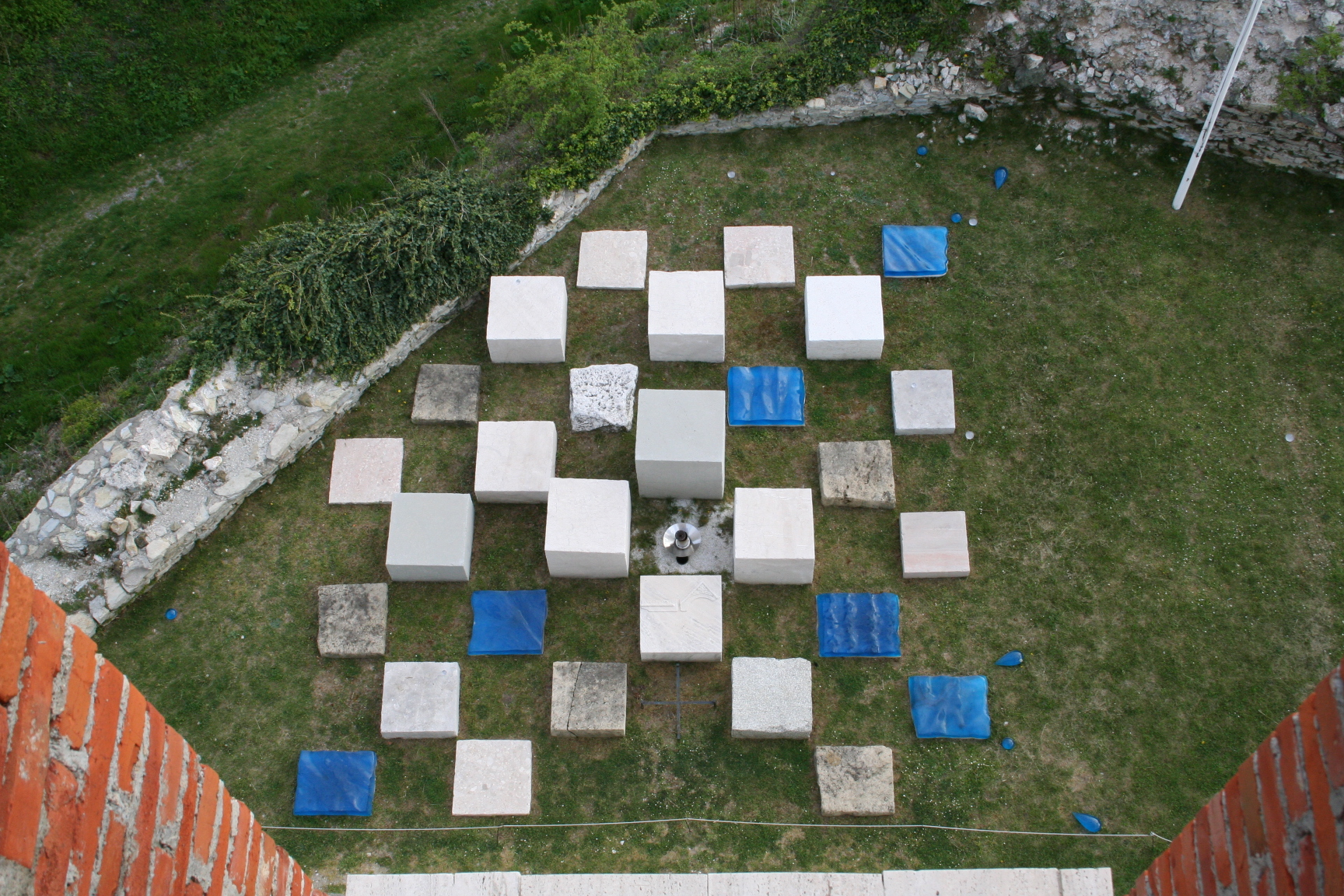
Die Gedenkstätte von oben gesehen (2014).

In Anlehnung an den Wappenschild Kroatiens besteht das Denkmal aus ungleich hohen Quadern aus verschiedenen Natursteinen aus allen kroatischen Gespanschaften sowie sechs Quadern aus blauem Glas. In die Steinquader sind Motive aus der Geschichte Kroatiens geschlagen, so ein Kreuz aus kroatischem Flechtwerk aus der Zeit des Knes Branimir sowie die erste Strophe der kroatischen Nationalhymne. Um die Stein- und Glasquader liegen 29 blaue und weiße Tropfen aus Glas. In dem Zentrum der Quader ist eine ewige Flamme aufgestellt.

## Geschichte
Die Gedenkstätte wurde am kroatischen Nationalfeiertag dem 30. Mai 1994 um 10 Uhr vom kroatischen Präsidenten Franjo Tuđman (1922–1999) als Ort des Gedenkens eröffnet. Tuđmans letzter öffentliche Auftritt vor seinem Krebstod, war der Besuch der Gedenkstätte an Allerheiligen, dem 1. November 1999.
Nach dem Jahr 2000 brachen Glaselemente des Denkmals. 2006 wurde die erste Renovierungsphase mit Gussglas abgeschlossen.